# Comuna de Miastkowo
Miastkowo (polaco: Gmina Miastkowo) é uma gminy (comuna) na Polónia, na voivodia de Podláquia e no condado de Łomża. A sede do condado é a cidade de Miastkowo.
De acordo com os censos de 2004, a comuna tem 4326 habitantes, com uma densidade 37,7 hab/km².

## Área
Estende-se por uma área de 114,84 km², incluindo:
- área agricola: 62%
- área florestal: 30%

## Demografia
Dados de 30 de Junho 2004:
|                      | Total   | Total | Mulheres | Mulheres | Homens  | Homens |
| -------------------- | ------- | ----- | -------- | -------- | ------- | ------ |
|                      | pessoas | %     | pessoas  | %        | pessoas | %      |
| População            | 4326    | 100   | 2120     | 49       | 2206    | 51     |
| Densidade (pop./km²) | 37,7    | 100   | 18,5     | 18,5     | 19,2    | 19,2   |

De acordo com dados de 2002, o rendimento médio per capita ascendia a 1355,81 zł.

## Comunas vizinhas
- Lelis, Łomża, Nowogród, Rzekuń, Troszyn, Śniadowo, Zbójna